# Mired de Jordania
S.A.R. el Príncipe Mired Bin Ra'ad Zeid Al-Hussein (árabe: الامير : مرعد بن رعد بن زيد ) es el segundo hijo de Ra'ad bin Zeid, jefe de las casas reales de Irak y Siria.

## Sus primeros años de vida
El príncipe Mired (nacido el 11 de junio de 1965) es el segundo hijo del príncipe Ra'ad bin Zeid, Señor Chambelán de Jordania, y de su esposa sueca, Margaretha Inga Elisabeth Lind, conocida después de su matrimonio como Majda Ra'ad.

## Educación
Ra'ad estudió en la Escuela de Reed en Inglaterra y en la Escuela Hun de la Universidad de Princeton en Nueva Jersey, de donde se graduó en 1983. También asistió a la Universidad de Tufts, en Medford, Massachusetts, en donde obtuvo un segundo título en 1987. El Príncipe Mired asistió además a la Real Academia Militar de Sandhurst en el Reino Unido, graduándose de allí en 1990. Luego regresó a la Universidad de Tufts y estudió en la Escuela Fletcher de Derecho y Diplomacia, de donde se graduó en 1995. Completó además estudios de la Universidad de Cambridge con una maestría en filosofía y estudios históricos en 1988.

## Vida pública
Un decreto real emitido e 21 de abril de 2014, nombró al Príncipe Mired como Jefe del Alto Consejo para Asuntos de Personas con Discapacidad. Como tal, dirige las obligaciones de Jordania hacia las personas con discapacidad según las obligaciones de Jordania bajo la Convención sobre los Derechos de Personas con Discapacidad. Es también Presidente de la Comisión Nacional para Desminado y Rehabilitación de Jordania, y fungió como Vicepresidente del Consejo Supremo para los Asuntos de Personas Discapacitadas.
En 2008, Prince Mired presidió sobre la Octava Reunión de los Estados Parte de la Convención sobre la Prohibición del Uso, Almacenamiento, Producción y Transferencia de Minas Antipersonal y sobre Su Destrucción, o Convención de Ottawa la cual tuvo lugar en el Mar Muerto. Desde entonces, Mired ha continuado su trabajo contra las minas antipersonal, como Enviado Especial sobre la Convención promoviendo una prohibición universal de estas armas alrededor del mundo. Entre otros países, ha visitado a Laos y los Estados Unidos (2010), China (2013), y Corea del Sur (2011), para promover el tratado internacional.

## Vida personal
En 1992, Mired contrajo nupcias con Dina Mohammad Khalifeh (conocida ahora como la princesa Dina Mired de Jordania) con quien tienen tres hijos, la princesa Shirin bint Mired, el príncipe Rakan bin Mired y el príncipe Jafar bin Mired.

## Honores
- Reino de Suecia
  -  Comendador Gran Cruz de la Orden de la Estrella Polar[11] (15/11/2022).